# Hieracium villosum
Hieracium villosum — вид рослин із родини айстрових (Asteraceae).

## Біоморфологічна характеристика
Багаторічна трав'яниста рослина заввишки 10–40 см, з 3–9 сидячими стебловими листками й 1–4 великими квітковими головами; стебло, листки з обох боків, обгортка ворсинчасто білі (волоски завдовжки 3–10 мм). Стебло прямовисне, переважно нерозгалужене, рідше з 1–3 простими гілками. Нижні листки від ланцетної до язичкової форми, +/- цільні, часто хвилясті; верхні листки яйцювато-ланцетні й часто серцеподібні при основі. Обгортка завдовжки 14–23 мм, з дуже гострими листочками, зовнішні — розширені та злегка виступають. Квітки світло-жовті. Сім'янки темно-коричневі, 3–5 мм завдовжки. 2n=27, 36. Квітне у липні й серпні.

## Середовище проживання
Зростає у Європі (Албанія, Австрія, Болгарія, Чехія, Словаччина, Франція, Німеччина, Ліхтенштейн, Греція, Угорщина, Італія, Румунія, Швейцарія, Україна, Словенія, Хорватія, Боснія і Герцеговина, Сербія та Косово, Чорногорія, Македонія).
Росте на кам'янистих терасах вапнякових скель.